# Limonha
Limonha de Carcin (en francès Limogne-en-Quercy) és un municipi situat al departament francès de l'Òlt i a la regió d'Occitània.

## Demografia
| 1962                                       | 1968 | 1975 | 1982 | 1990 | 1999 | 2006 |
| ------------------------------------------ | ---- | ---- | ---- | ---- | ---- | ---- |
| 584                                        | 591  | 616  | 637  | 618  | 724  | 788  |
| Des de 1962: població sense dobles comptes |      |      |      |      |      |      |

## Administració
| Període   | Identitat     | Partit |
| --------- | ------------- | ------ |
| 1989-2008 | Yves Lacam    |        |
| 2008-     | Joel Massabie |        |